# Капеллан, Антонио
Антонио Капеллан (итал. Antonio Capellan; ок. 1740, Венеция — 1793, Рим) — итальянский живописец, рисовальщик и гравёр, мастер офорта неоклассического направления.

## Творчество
Антонио обучался у Йозефа Вагнера. Работал в бытовом и портретном жанрах. Наиболее известен тем, что выполнял гравированные воспроизведения шедевров живописи итальянского Возрождения из частных коллекций, которые были опубликованы в сборнике художника и коллекционера Гэвина Гамильтона «Итальянская школа живописи» (Schola Italica picturae) с гравюрами ин-фолио, иллюстрирующим «историю живописи от Леонардо да Винчи до Карраччи».
Он также создал серию гравированных портретов кардиналов под названием «Calcographia R.C.A. apud Pedem Marmoreum». В 1759 году гравировал портреты Микеланджело и Джорджо Вазари для книги о жизни Вазари, куратором которой был Дж. Г. Боттари.

## Галерея
- Пьяный муж спит, пока его молодая жена строит планы на будущее. По оригиналу Дж. Б. Пьяццетты. Офорт
- Молодой человек учится рисовать у старшего. По оригиналу Д. Маджотто. Офорт
- Сотворение Евы из ребра Адама. 1772. По фреске Микеланджело в Сикстинской капелле. Офорт
- Искушение Евы запретным плодом и изгнание из Рая. 1772. По фреске Микеланджело в Сикстинской капелле. Офорт
- Портрет Микеланджело Буонарроти. 1760. По оригиналу Дж. Гизи 1565 г. Офорт